# Javier Arenas Ramírez
Francisco Javier Arenas Ramírez (Madrid, España, 1953) es un periodista español. 

## Trayectoria
Fue redactor fijo de RNE desde 1974, su labor profesional la ha desarrollado casi íntegramente en la emisora estatal en la que tuvo diversas responsabilidades.
Fue coeditor del informativo España a las ocho, editor del Diario de las 14 horas y del espacio Última Edición-24 horas. También ocupó la Jefatura del Área de Nacional, en la que trabajó primero como redactor durante algunos años.
Se hizo cargo, desde 1979 y durante 15 años, de la coordinación de la información electoral y cubrió la mayoría de los comicios y consultas electorales y de referéndum que hubo en España en los años 1970, 1980 y 1990. Como corresponsal diplomático participó en numerosas ocasiones en los viajes oficiales de SS. MM. los Reyes de España y de los Presidentes de Gobierno.
También fue el director de la Jefatura de Redacción de RNE desde 1992 hasta 1994 y ocupó la corresponsalía de la emisora estatal en Francia durante 4 años, de 1996 a 2000. Nombrado corresponsal diplomático en el año 2000, viajó por el mundo entero enviando sus crónicas hasta 2004, en que fue nombrado director de los Servicios Informativos de RNE y, posteriormente, director de RNE en la etapa de Carmen Caffarel como directora general de RTVE, entre enero de 2006 y febrero de 2007.
Fue secretario general de la Federación de Asociaciones de Periodistas de España (FAPE) desde septiembre de 2008 a febrero de 2010.
En la actualidad, desde febrero de 2010, es adjunto a la Dirección de Comunicación de la Casa de Su Majestad el Rey.

## Reconocimientos
- Orden Mexicana del Águila Azteca (2015).[8]